# Campo do Meio
Campo do Meio là một đô thị thuộc bang Minas Gerais, Brasil. Đô thị này có diện tích 273,83 km², dân số năm 2007 là 11476 người, mật độ 43,3 người/km².